# Freebie i Bean
 Freebie i Bean  (Freebie and the Bean) és una comèdia policiaca dirigida per Richard Rush i estrenada el 1974. Ha estat doblada al català.

## Argument
Freebie i Bean són policies de carrer al servei de la policia de San Francisco. El seu principal objectiu és enxampar Red Meyers, cap d'una important xarxa d'extorsió. S'assabenten que uns assassins a sou tenen com a objectiu el truà. Els dos policies hauran de protegir, al seu torn, Meyers, el temps que el fiscal pugui emetre una ordre de compareixença. Paral·lelament a aquesta missió, Bean sospita la seva dona d'enganyar-lo, la qual cosa provoca una allau de quid pro quo divertits.

## Repartiment
- Alan Arkin: Bean
- Valerie Harper: la dona de Bean
- James Caan: Freebie
- Loretta Swit: La dona de Meyers
- Jack Kruschen: Red Meyers
- Mike Kellin: Tinent Rosen
- Paul Koslo: Whitey
- Linda Marsh: La companya de Freebie
- John Garwood: el xòfer
- Alex Rocco: el fiscal

## Premis i nominacions
- Valerie Harper ha estat nominada com la millor revelació de l'any en la cerimònia dels Globus d'Or 1975.

## Sèrie de Televisió
Una sèrie de televisió, Freebie and the Bean , va ser treta de la pel·lícula sis anys després de la seva estrena. Tom Mason hi reprenia el paper de James Caan i Héctor Elizondo el d'Alan Arkin. Només es van emetre 9 episodis cada dissabte a la tarda en la cadena americana CBS, de desembre de 1980 a gener de 1981.